# Tatebayashi
Tatebayashi (jap. 館林市 Tatebayashi-shi) – miasto w Japonii, na wyspie Honsiu, w prefekturze Gunma. Ma powierzchnię 60,97 km². W 2020 r. mieszkało w nim 75 335 osób, w 31 534 gospodarstwach domowych  (w 2010 r. 78 580 osób, w 29 539 gospodarstwach domowych).

## Przemysł
W mieście rozwinął się przemysł wełniany oraz spożywczy.

## Turystyka
Tatebayashi słynie w Japonii z przepięknego parku azalii oraz wiśni.